# آری بن مناشه
آری بن مناشه (عبری: ארי בן מנשה‎؛ زاده ۴ دسامبر ۱۹۵۱) یک کارآفرین اسرائیلی-ایرانی، مشاور امنیتی و نویسنده است. او در قسمت اطلاعات ارتش اسرائیل از سال ۱۹۷۷ تا ۱۹۸۷ و در بخش فروش اسلحه فعال بود و در فروش اسلحه اسرائیل به ایران در زمان جنگ ایران و عراق مؤثر بود. او اکنون در مونترال کانادا زندگی می‌کند و یک شرکت تجارت بین‌المللی به نام تراگر ریسورسز دارد.

## زندگی‌نامه
او در سال ۱۹۵۱ در تهران در یک خانواده یهودی به دنیا آمد و در نوجوانی به اسرائیل مهاجرت کرد. خانواده او از یهودیان عراقی بودند که بعد از اخراج یهودیان از عراق در ایران ساکن شده بودند. او در سال‌های ۱۹۷۴ تا ۱۹۷۷ در خدمت سربازی در ارتش اسرائیل بود.

## کتابها
- «پول خون» کتابی درباب مسایل پشت پرده سیاست اسراییل، آمریکا و ایران و نقش اسراییل در فروش اسلحه به ایران در جنگ ایران و عراق.

## فعالیتهای اطلاعاتی
بن مناشه از سال ۱۹۷۷ در بخش اطلاعات ارتش اسرائیل استخدام شد. او می‌نویسد من بهترین فرد برای این کار بودم زیرا من فارسی، عربی و انگلیسی می‌دانستم و ایالات متحده را می‌شناختم. او در کتاب خود به نام منافع جنگ می‌نویسد که بعد از انقلاب سال ۱۹۷۹ در ایران پیشینه ایرانی او بسیار مفید واقع شد و بسیاری از همکلاسیهای او در دولت جدید پستهای مهمی گرفتند. این روابط باعث شد که بن مناشه نقش مؤثری در فروختن سلاح به ایران توسط اسرائیل داشته باشد.
در سال ۱۹۸۶ بن مناشه اطلاعات خود در مورد روابط پنهان ایران، اسرائیل و ایالات متحده را به مجله تایم داد. این مسئله که در مورد فروش سلاح به ایران توسط اولیور نورث، ریچارد سکند و آلبرت حکیم بود به مسئله ایران کنترا معروف شد. مجله تایم در ابتدا حاضر به چاپ اطلاعات بن مناشه نشد و او اطلاعات خود را به مجله لبنانی عشیرا داد.

### دستگیری در سال ۱۹۸۹
بن مناشه در سال ۱۹۸۹ توسط دولت آمریکا به دلیل شکستن تحریمهای ایران دستگیر شد. بن مناشه نقش مؤثری در فروش سه هواپیمای سی -۱۳۰ لاکهید به ایران داشت. بر اساس نوشتارهای بن مناشه دولت اسرائیل به او اصرار کرد که خود را گناهکار بداند. بن مناشه بعد از این جریان تصمیم به افشاگری گرفت و با مجله‌ها و روزنامه‌های زیادی در مورد فروش سلاح به ایران مصاحبه کرد.
در سال ۱۹۹۱ بن مناشه به صورت علنی بیان کرد که او نقش مؤثری در همکاری با حزب جمهوریخواه داشته‌است تا گروگانهای آمریکایی در ایران بعد از شکست کارتر آزاد شوند. بن مناشه همچنین با سیمور هرش مصاحبه کرد و در مورد برنامه هسته‌ای اسرائیل اطلاعات زیادی داد. این اطلاعات در کتاب برنامه سامسون توسط سیمور هرش چاپ شده‌است. او سپس به استرالیا رفت و درخواست پناهندگی نمود و ادعا کرد تحت تعقیب دولتهای اسرائیل و آمریکا می‌باشد. درخواست پناهندگی او در استرالیا رد شد و او سپس به کانادا گریخت و تابعیت کانادایی به دست آورد.